# Paraeuchaeta hebes
Paraeuchaeta hebes är en kräftdjursart som först beskrevs av Giesbrecht 1888.  Paraeuchaeta hebes ingår i släktet Paraeuchaeta och familjen Euchaetidae. Inga underarter finns listade i Catalogue of Life.